# Hermann Sudermann

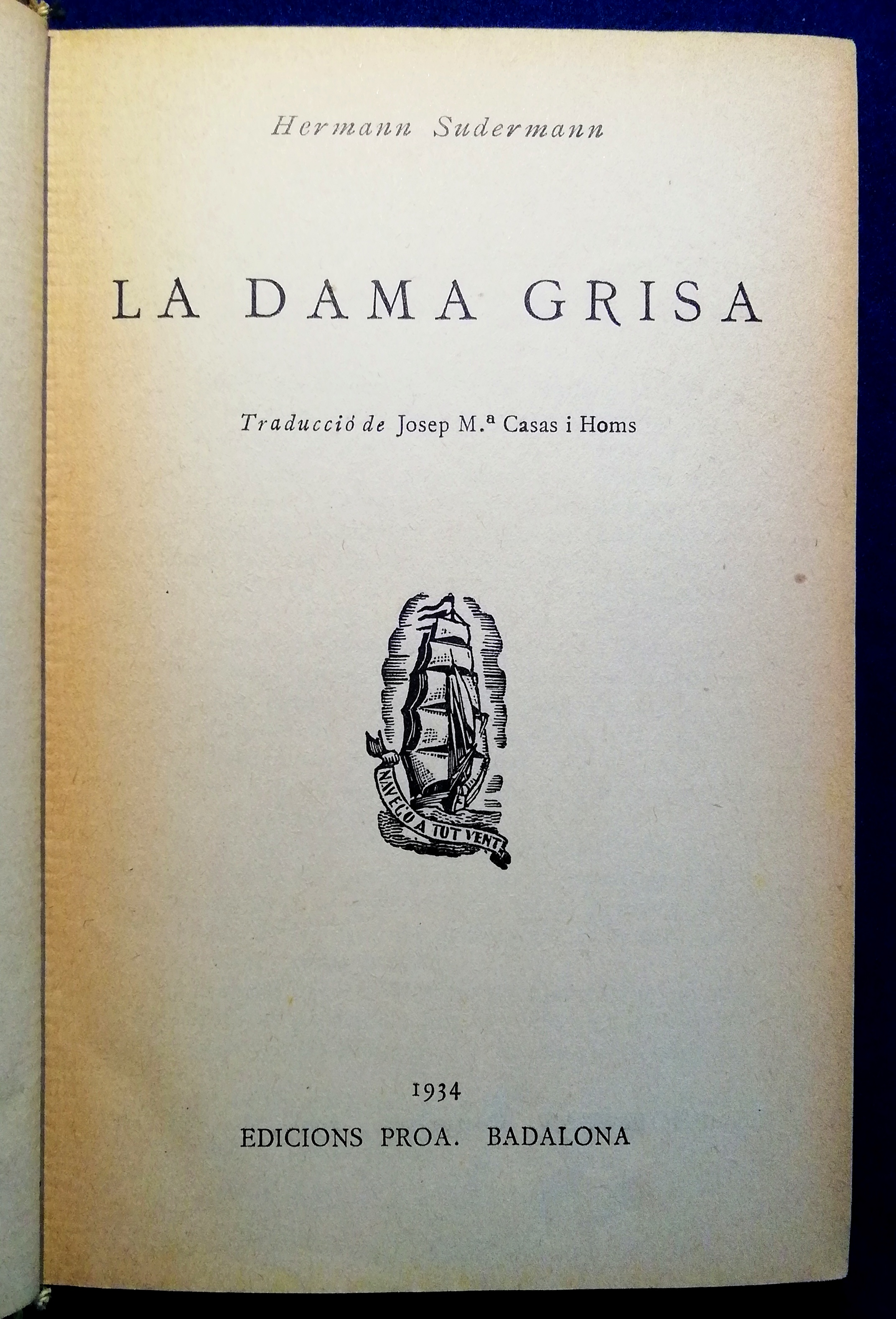
Frau Sorge (traduïda com a: La Dama Grisa) de H. Sudermann, es va portar al cinema l'any 1928. A la imatge, traducció catalana publicada a Badalona l'any 1934 dins la col·lecció A tot vent

Hermann Sudermann (Mažeikiai Lituània), 30 de setembre, 1857 - Berlín, (Alemanya), 21 de novembre de 1928), fou un dramaturg, poeta i novel·lista d'origen alemany.
Oriünd d'una antiga família de mennonites holandesos, va estudiar història, literatura i filologia moderna (1875/79) a les universitats de Königsberg i Berlín. Més tard, assetjat per alguns impulsos interiors i exteriors, va resoldre dedicar-se a la literatura. Durant algun temps va treballar a la redacció d'un petit diari, mentre feia lliçons en casa del poeta Hans Hopfen. En aquest primer decenni de la seva activitat literària va compondre una sèrie de contes que gairebé no van tenir lectors, i alguns drames que no es van posar en escena. El seu primer èxit, i aquest extraordinari, va ser el que va obtenir amb el seu drama Ehre (1888), en què va seguir la tendència naturalista, sense arribar emperò a les últimes conseqüències; la veritat és que va canviar de tal sort la seva situació literària, que es va col·locar a primera fila entre els poetes del seu temps. Aquest èxit va contribuir, naturalment, a la difusió dels seus contes i novel·les, especialment: Frau Sorge (Berlín, 1888); Der Katzenteg (Berlín, 1889); Im Zwielicht (Berlín, 1890); Jolanthes Hochzeit (Berlín, 1893), i Es war (Berlín, 1894), les quals van aparèixer aviat en diverses edicions.
Malgrat el seu gran triomf com a contista, Sudermann va dedicar el més intens de la seva tasca poètica a la producció dramàtica i va compondre el drama tràgic Sodoms Ende (1890) i els drames Heimat (1893); Die Schmetterlingsschlacht (1894); Das Glück im Winkel(1895); les tres peces en un acte Teja, Fritzchen i Das ewig Männliche (reunides després amb el títol de Morituri, 1896); Johannes (1898); Die drei Reiherfedern (1899); Johannisfeuer (1900); Es lebe das Leben (1902); la comèdia Sturmgeselle Sokrates (1903); Stein unter Steinen (1905); Das Blemenboot, drama (1905); Rosen (quatre peces en un acte): Litchbänder; Margot; D. Letzte Besuch; D. Ferne- Prinzessin (1907); D. Hohe Lied. novel·la (1909); Strankind, drama (1910); D. Bettler von Sycakus (1911);  D. indischeLilie (1911); D. Gute Ruf, drama (1913); D. Lobges. d. Claudian, tragèdia (1914); D. entgött Welt, col·lecció que comprèn el drama Frdin, la tragicomèdia D. gutgeschnittene Ecke i l'entremès D. Höh. Leben (1916); Litau, narració (1917); D. Katzensteg, drama (1917); D. Raschhoffl, drama (1919).
Les obres dramàtiques de Sudermann han estat traduïdes a molts idiomes: anglès, francès, i en castellà hi ha Magda, La llar, El racó de la felicitat, etc. representades amb èxit en les principals companyies del món, Sudermann va ser l'autor dramàtic alemany més popular fora de la seva pàtria, degut principalment a que, sense abdicar de les tradicions pàtries, va saber unir a la profunditat i transcendència pròpies de l'art i la literatura del Nord, algunes de la característiques del geni llatí. A Itàlia el gran actor, Ferruccio Garavaglia va ser un adalid de la seva obra, representant al teatre moltes d'elles.

## Anàlisi de la seva obra
Les obres de Sudermann es distingeixen entre altres coses per una tècnica ben aplicada, i s'hi tracten interessants problemes de la vida; però l'autor no va saber adoptar-hi una posició definitiva, i no va produir sinó efectes instantanis; no contempla la vida en el seu veritable fons i amb mirada de poeta genuí, adulterant sovint, el fi sentiment estètic amb trets d'un erotisme malsà. D'ell afirma un crític contemporani: 
| « | <Pertorvador i audaç als terrenys de l'observació psicològica; demagog i socialista utòpic en les tesis politicosocials les dels seus drames, Sudermann va ser l'ídol de socialistes i demagogs, que a Alemanya es distingien per la seva extemporani alegria quan se'ls afalagava les seves passions o exalçava les seves utopies, però que s'afanyaven sorollosament sempre que Sudermann satiritzava els seus abusos o criticava els seus excessos. I això, es pot veure comprovat al drama "Ser Sturmgeselle Socrates".> | » |